# Allium funckiifolium
Allium funckiifolium — вид рослин з родини амарилісових (Amaryllidaceae); ендемік Китаю.

## Опис
Цибулина поодинока, субциліндрична; оболонка сірувато-коричнева. Листок 1; черешок 8.5–15 см; листкова пластина від яйцюватої до широко-яйцюватої, 16–22.8 × 7–15.7 мм, основа від серцеподібної до глибоко серцеподібної, верхівка гостра або загострена. Стеблина 35–65 см, кругла в розрізі, вкрита листовими піхвами лише в основі. Зонтик кулястий. Оцвітина біла; сегменти майже рівні, від еліптичних до вузько-еліптичних, 3–4.5 × 1.2–1.5 мм; зовнішні човноподібні. Період цвітіння: липень.

## Поширення
Ендемік Китаю — західний Хубей, східний Сичуань.
Населяє ліси, тінисті та вологі схили, береги потоків; 2200–2300 м